# George Forsyth
George Patrick Forsyth Sommer (Caracas, 20 de junho de 1982) é um político e ex futebolista profissional peruano que atuava como goleiro. Ele atuou a maior parte da sua carreira no Alianza Lima, e após a sua aposentadoria do futebol, Forsyth foi eleito prefeito do distrito de La Victoria em 2018. Em outubro de 2020, ele renunciou o seu cargo de prefeito anunciando que disputaria as eleições presidenciais peruanas em 2021. 

## Infância, juventude e educação
George Forsyth nasceu em Caracas na Venezuela e é filho de Harold Forsyth e de  María Verónica Sommer Mayer. Seu pai é ex congressista e diplomata peruano que foi embaixador do Peru nos Estados Unidos e na China e sua mãe foi vencedora do concurso de beleza Miss Chile em 1976. George Forsyth teve uma infância privilegiada e bem acima dos padrões médios de vida dos cidadãos peruanos. Após terminar seu ensino médio, ele chegou a cursar os cursos de engenharia industrial e administração de empresas, porém, acabou desistindo para seguir carreira no futebol. Anos mais tarde, Forsyth fundou várias empresas do ramo da gastronomia, moda, área de segurança e da área de desenvolvimento físico. 

## Carreira profissional
Forsyth iniciou sua carreira no futebol como goleiro do Alianza Lima em 2001. No ano seguinte ele foi contratado pelo Borussia Dortmund da Alemanha, sendo o terceiro goleiro do time, chegando a atuar apenas no time B, o Borussia Dortmund II. Forsyth voltou ao Alianza Lima em 2003 e chegou a conquistar os títulos nacionais peruanos de 2003 e 2004. 
Após uma breve passagem pelo Sport Boys em 2005, Forsyth voltou ao Alianza Lima para conquistar o Campeonato Descentralizado de 2006. Este seria o quarto título nacional de Forsyth, mas o primeiro em que ele foi o titular absoluto, sendo o melhor e menos vazado goleiro da temporada. Na temporada 2007-08, ele atuou pelo Atalanta da Itália. Em 2008 retornou ao Alianza Lima, voltando a ser o titular do time. Porém, após sofrer algumas lesões, Forsyth chegou a perder espaço no time titular. Em 2016 ele deixou o Alianza Lima e mesmo com propostas de outros times Forsyth decidiu não jogar mais futebol.
Pela Seleção Peruana, Forsyth chegou a atuar em 7 partidas entre os anos de 2007 à 2014, chegando a fazer parte do elenco peruano que disputou a Copa América de 2007.

## Carreira política
George Forsyth começou sua carreira política em 2010, quando venceu as eleições para vereador do distrito de La Victoria. Em 2014, ele se tornou prefeito interino de La Victoria, com a licença do então prefeito Alberto Sánchez para sua candidatura a prefeito de Lima nas eleições municipais. Nesta posição, ele se tornou o primeiro jogador de futebol ativo a assumir uma posição municipal elevada na história do Peru.  
Em 2018, já oficialmente aposentado do futebol, Forsyth foi eleito como prefeito do distrito de La Victoria pelo partido Somos Peru com 34,6% dos votos. Em seu mandato, Forsyth teve como foco o combate ao crime organizado. Em outubro de 2020, ele renunciou ao cargo de prefeito para se candidatar à eleição presidencial peruana de 2021.